# Peter Agre
Peter Agre, né le 30 janvier 1949 à Northfield (Minnesota), États-Unis, est un biologiste américain. Il est co-lauréat du prix Nobel de chimie de 2003.

## Biographie
Né à Northfield, dans le Minnesota, il devient docteur en médecine en 1974 à l'université Johns-Hopkins School of Medicine à Baltimore, dans le Maryland.
En 2003, il est lauréat de la moitié du prix Nobel de chimie (l'autre moitié a été remise à Roderick MacKinnon) « pour des découvertes concernant les canaux des membranes cellulaires [...] pour la découverte des aquaporines ».  
Depuis juillet 2005, il est vice-chancelier de science et technologie à l'université Duke.
Depuis 2014, il est titulaire d'une chaire Bloomberg.